# Marguerite Lefèvre
Marguerite Alice Lefèvre, née en 1894 et morte en 1967, est une géographe belge. Elle est la première femme à occuper un poste de professeure à l'Université catholique de Louvain. Un prix à la Katholieke Universiteit Leuven et une rue de Louvain sont nommés en son honneur.

## Vie
Marguerite Lefèvre nait à Steenokkerzeel le 1er mars 1894. Elle est la fille de Théophile Lefèvre et d'Elisabeth Verhulst. Elle a deux frères, Jean et Maurice. Elle meurt à Louvain le 27 décembre 1967.

## Carrière
En 1913, elle obtient son diplôme d'enseignante à l'Institut Paridaens et commence à enseigner au Miniemeninstituut (nl) à Louvain. En 1917, elle devient secrétaire de Paul Lambert Michotte (1876-1940), chanoine et professeur à Louvain. En 1921, un an après que l'université de Louvain a commencé à accepter des étudiantes, elle s'inscrit à l'école de commerce et y obtient une licence en sciences commerciales et consulaires. En 1925, soutient à Paris un doctorat de géographie portant sur L'Habitat rural en Belgique sous la direction d'Albert Demangeon. Marguerite-Alice Lefèvre est la première femme à soutenir une thèse de géographie en France.
Ses travaux portent essentiellement sur les questions d'habitat et de peuplement rural, et sur la géomorphologie.
Lefèvre est nommée assistante à l'université de Louvain en 1927. En 1931, elle passe six mois à l'université Columbia grâce à une bourse. Tout au long des années 1930, elle organise des excursions d'étudiants pour découvrir les caractéristiques géographiques de première main, ce qui lui vaut le surnom de « la cheftaine » (« la scoutmistress »). À la mort de Paul Michotte en 1940, elle lui succède comme secrétaire générale de l'Union géographique internationale jusqu'en 1949, où elle en devient vice-présidente jusqu'en 1952. 
Elle est la fondatrice de la Société belge d'études géographiques. Elle en assure le secrétariat pendant 26 ans avant d'en devenir la présidente à partir de 1962,. Tout en se forgeant une réputation internationale en tant que géographe, sa carrière à l'université de Louvain progresse très lentement, avec une nomination comme professeur ordinaire seulement en 1960, bien qu'elle ait été directrice de l'Institut géographique pendant des années (Institut de géographie Paul-Michotte, à partir de 1940). 
Elle est la première femme belge nommée à un poste de professeur à l'université.

## Hommages et distinctions
- La Katholieke Universiteit Leuven décerne tous les deux ans le Prix Marguerite Lefèvre pour les études de genre en son honneur[7].
- Une rue à Louvain et un chemin à l'Université catholique de Louvain sont nommés en son honneur[8].
- Grand prix de la Société de Géographie en 1964[9].

## Publications
- La densité des maisons rurales en Belgique, Annales de Géographie, 179 (1923), p. 395-417.
- Le congrès International de Géographie (1928), Annales, 1 (1929), p. 73-75.
- La morphologie glaciaire de la Haute Tatra, Revue de Géographie Alpine, 17:4 (1929), p. 747-755.
- Excursion no 8 : Amazonie, Annales de Géographie, 353 (1957), p. 75-77.